# Виттельсхофен
Виттельсхофен (нем. Wittelshofen) — община в Германии, в земле Бавария. 
Подчиняется административному округу Средняя Франкония. Входит в состав района Ансбах. Подчиняется управлению Хессельберг.  Население составляет 1255 человек (на 31 декабря 2010 года). Занимает площадь 24,23 км².
Коммуна подразделяется на 10 сельских округов.

## Население
По оценке на 31 декабря 2015 года население общины Виттельсхофен составляет 1237 чел. 

| Дата      | 1840 | 1871 | 1900 | 1925 | 1939 | 1950 | 1961 | 1970 | 1987 | 2011 |
| --------- | ---- | ---- | ---- | ---- | ---- | ---- | ---- | ---- | ---- | ---- |
| Население | 1504 | 1470 | 1410 | 1415 | 1214 | 1742 | 1353 | 1334 | 1261 | 1267 |

| Год       | 1960 | 1970 | 1980 | 1990 | 2000 | 2009 | 2010 | 2011 | 2012 | 2013 | 2014 | 2015 |
| --------- | ---- | ---- | ---- | ---- | ---- | ---- | ---- | ---- | ---- | ---- | ---- | ---- |
| Население | 1315 | 1329 | 1180 | 1281 | 1307 | 1261 | 1255 | 1260 | 1252 | 1253 | 1231 | 1237 |